# アーティ・ベル
アーサー・“アーティ”・ジェームス・ベル（Arthur 'Artie' James Bell、1915年‐1972年8月7日）は、イギリス・北アイルランド出身のオートバイレーサー。レースキャリアは短かったものの、第二次世界大戦後の1947年に出場したマン島TTレースでは全7周回中3ラップまでリードする活躍を見せたことで知られる。

## 生涯
北アイルランドの首府、ベルファストの出身。父親はアーティがオートバイレースを始めることに反対しており、アーティのオートバイ（サンビーム社製の「モデル9」）を取り上げるほどだったが、これを押し切って10代から友人から借りたオートバイでレースを始めた。地方の小レースで腕を磨き、1938年にはノースウエスト200・北アイルランド戦で2位となり次第に頭角を現していく。
第二次世界大戦後は1939年製ノートンに乗り試合に出場、1946年のクックスタウン 100では時速76.6マイルのファーステストラップを記録した。また1947年のアルスターグランプリでは平均時速146km/h (91.25mph)・ファーステストラップ時の速度151.17km/h (94.79mph) で走破、2時間43分1秒のタイムで優勝した。
1947年、アーティはノートンでマン島セニアTTに出場し、7周回中3ラップをリードする活躍を見せた。結果は2位に終わったものの中古の500ccマシンを駆るパフォーマンスで多くの関係者に知られることとなった。同年のマン島TTレース後、翌シーズンを見据えたチーム・ノートンからワークス・ライダーとして迎えられる。1948年に出場したジュニアTTレースでは走破を果たせなかったものの、翌1949年のジュニアTTレースでは3位、さらにセニアTTでは優勝を果たした。
1949年、ロードレース世界選手権が初開催され、アーティもチーム・ノートンからエントリーした。マン島セニアTTレースを兼ねる第1戦での4位入賞を皮切りに、年間ランキング5位にも輝いた。1950年、ノートンは350ccジュニアレースと500ccセニアレースに合わせて傑作フレーム "Norton Featherbed"（「ノートンの羽毛ベッド」の意）を投入、これを得たアーティは開幕戦マン島TTで優勝を遂げ、また500ccでも2位に入る活躍を見せる。さらに同年のオランダグランプリ、スイスグランプリでも好成績を残し、この年のロードレース世界選手権で500cc部門7位、350cc部門4位に入賞を果たした。さらにこの年は自身3度目となるノースウエスト200への参戦を達成した。
しかし同1950年、レース中に先行するマシン同士の衝突に巻き込まれポストに激突、そのキャリアを終えることとなる。当該のクラッシュはベルギーのスパ・フランコルシャンで行われたベルギーグランプリ500ccレースで、先頭に立つカルロ・バンディローラをレスリー・グラハムやアーティらが追走する形の場面で発生した。この3人らの先頭集団がラ・ソース・ヘアピンに差し掛かった際、バンディローラのブレーキングがやや早めだったためか、グラハムのAJS "Porcupine" がバンディローラのジレラ後輪に追突、マシンが乗り上げた。グラハムは投げ出されたが、走行中のアーティが残されたマシンに突っ込み、転倒して絡まり合ったままラ・ソース・ヘアピンのポストに高速で激突した。重傷を負ったアーティは一命こそ取り留めたが、よもやレースへの復帰は叶わず退いた。この年、彼は500cc年間7位、350cc年間4位にランクインした。
1972年8月7日、アイルランド島北東部のアルスター地方ダウン県の自宅で世を去った。没後20年を経た1996年には、アイルランド郵便局発行の偉大なアイルランド人ライダーを集めた切手シリーズになっている。

## 戦歴

### ロードレース世界選手権
1949年のポイントシステム
| 順位     | 1  | 2 | 3 | 4 | 5 | ファステストラップ |
| ポイント | 10 | 8 | 7 | 6 | 5 | 1                  |

1950年から1968年までのポイントシステム
| 順位     | 1 | 2 | 3 | 4 | 5 | 6 |
| ポイント | 8 | 6 | 4 | 3 | 2 | 1 |

- 凡例
- ボールド体のレースはポールポジション、イタリック体のレースはファステストラップを記録。

| 年   | クラス | チーム   | 1     | 2     | 3     | 4     | 5     | 6     | ポイント | 順位 | 勝利数 |
| ---- | ------ | -------- | ----- | ----- | ----- | ----- | ----- | ----- | -------- | ---- | ------ |
| 1949 | 350cc  | ノートン | IOM 3 | SUI 6 | NED - | BEL - | ULS - |       | 7        | 10位 | 0      |
| 1949 | 500cc  | ノートン | IOM - | SUI 4 | NED 4 | BEL 4 | ULS 2 | ITA - | 20       | 5位  | 0      |
| 1950 | 350cc  | ノートン | IOM 1 | BEL 2 | NED - | SUI - | ULS - | ITA - | 14       | 4位  | 1      |
| 1950 | 500cc  | ノートン | IOM 2 | BEL - | NED - | SUI - | ULS - | ITA - | 6        | 7位  | 0      |